# Lauritz Holm-Nielsen
Lauritz Broder Holm-Nielsen (Lauritz B. Holm-Nielsen) (n. 8 de noviembre de 1946 (78 años), Nordby, isla Fanø) es un profesor y botánico danés.
En 1971 obtiene su M.Sc. en Botánica, Taxonomía y Fitogeografía, en la Universidad de Aarhus.
Posee un doctorado en botánica de la Universidad de Aarhus, y es su rector. A su vez fue decano de la "Facultad de Ciencias" en dicha Universidad, cargo que dejó por un profesorado en la "Universidad Católica de Quito", Ecuador, de 1979 a 1993.
Trabajó doce años para el Banco Mundial, desarrollando estrategias de educación, entrenamiento en servicio, investigación, y asegurando la financiación de proyectos. En Argentina autorizó el Proyecto de Reforma Educativa Global 34091-AR, de 1995 con USD 297 millones.
En el año 2012, Holm Nielsen recibió la Medalla al Mérito en la Educación durante la 29a Ceremonia de Premiación del Consejo Cultural Mundial. El CCM le otorgó la medalla en reconocimiento a su contribución en desarrollo de la investigación en Dinamarca, y su impulso al sistema educativo universitario de ese país.

## Algunas publicaciones
- Haynes, R.R. & L.B. Holm-Nielsen. 2001. Potamogetonaceae. Flora Neotropica, Monogr:85, 1–52
- Haynes, R.R. & L.B. Holm-Nielsen. 1994. Alismataceae. Flora Neotropica, Monogr. 64, 1–112
- Haynes, R.R. & L.B. Holm-Nielsen. 1992. Limnocharitaceae. Flora Neotropica, Mgr. 56, 1–34
- Holm-Nielsen et al. 1989. Tropical Forests, Dynamics and Diversity. 394 pp. Academic Press
- Holm-Nielsen et al. 1988. Passifloraceae – en Harling & Andersson, Flora de Ecuador 31, 130 pp.
- Holm-Nielsen et al. 1987. Reforestación de los Andes Ecuatorianos con Especies Nativas. Quito, 118
- Holm-Nielsen, L.B. & R.R. Haynes. 1986. Alismatidae – en Harling & Sparre, Flora de Ecuador 26, 1–83
- Larsen, K. & L.B. Holm-Nielsen. 1979. Tropical Botany. Eds. 453 pp. Academic Press

- La abreviatura «Holm-Niels.» se emplea para indicar a Lauritz Holm-Nielsen como autoridad en la descripción y clasificación científica de los vegetales.[2]